# Zeche Flöte
Die Zeche Flöte war ein kleines Bergwerk im Süden des heutigen Essener Stadtteils Bredeney.
Bereits 1777 ist in ihrem Grubenfeld Kohleabbau betrieben worden. Der Betrieb lief mit Unterbrechungen bis 1839. Dann waren die damals erreichbaren Vorräte erschöpft und die Grube wurde aufgegeben.
Knapp einhundert Jahre später, im Jahr 1924, kam eine neue Zeche Flöte in Betrieb. Zunächst als Stollenzeche, später mit Tiefbauschacht. 1925 waren 57 Mann auf Flöte beschäftigt. Die Jahresförderung betrug 11.000 Tonnen Magerkohle. Im Jahr darauf waren es 18.600 Tonnen. Bereits 1927 erfolgte die Stilllegung.